# Кароліна (штати)
34°48′17″ пн. ш. 79°40′31″ зх. д. / 34.804722222222° пн. ш. 79.675277777778° зх. д.
Кароліна (англ. the Carolinas) — штати США Північна Кароліна та Південна Кароліна, які розглядаються разом. Вони межують з штатом Вірджинія на півночі, Теннессі на заході та Джорджією на південному заході. На сході знаходиться Атлантичний океан.
Об'єднуючи населення Північної Кароліни (10 439 388 осіб) та Південної Кароліни (5 118 425 осіб), загальна чисельність населення Кароліни станом на 2020 рік становила 15 557 813 осіб. Якби Кароліна була єдиним штатом США, вона була б п'ятим за чисельністю населення штатом, поступаючись Каліфорнії, Техасу, Флориді та Нью-Йорку.
Кароліна була відома як провінція Кароліна під час раннього колоніального періоду Америки, з 1663 по 1710 рік. До цього земля вважалася частиною колонії і домініону Вірджинія, з 1609 по 1663 рік. Провінція, названа Кароліною на честь англійського короля Карла I, була розділена на дві королівські колонії в 1729 році, хоча фактична дата є предметом дискусій.

## Історія
Регіон був оголошений частиною іспанської території під назвою Ла Флорида Понсе де Леоном у 1513 році. Санта-Елена, іспанське поселення на нинішньому острові Парріс, штат Південна Кароліна, було столицею Ла-Флорида з 1566 по 1587 рік. Його заснував Педро Менендес де Авілес, перший губернатор іспанської Флориди.  Раніше було кілька спроб заснувати колонії в цьому районі як іспанцями, так і французами, яких надихнули попередні розповіді про багаті землі Чикори. Поселення Менендеса в Санта-Олені змістило центр іспанських колоніальних зусиль на північ від Сент-Августина, який був заснований у 1565 році, щоб вигнати французів із їхньої колонії Форт-Кароліна. Санта-Олена була зрештою побудована на місці покинутого французького форпосту Шарльфор, заснованого в 1562 році Жаном Рібо.
Заснування Санта-Елена послідувало за руйнуванням Менендесом французького форту Кароліна в 1565 році. Іспанське поселення містило значну громаду і стало базою для операцій єзуїтів і військових, що працювали в північній зоні іспанської Флориди. З цієї бази іспанці заснували низку інших ефемерних фортів аж до Аппалачських гір, але опір місцевих індіанських племен і відсутність інтересу Іспанії до цього району спричинили їх залишення, переміщення або знищення. Санта-Елена була остаточно покинута в 1587 році, а ті, хто вижив, переселилися до Сент-Августина. Іспанці більше ніколи не висували своїх колоніальних претензій на цю територію, зосередившись на інших районах американського континенту. Після цього територія була залишена корінним американцям до 30 жовтня 1629 року, коли Карл I надав патент своєму генеральному прокурору, серу Роберту Хіту, на землі на південь від 36 градусів і на північ від 31 градуса, "під назвою, на честь цього короля, Каролана".  На латині Carolus означає - «Чарльз». Хартія була нереалізована, а згодом визнана недійсною.
24 березня 1663 року Карл II видав нову грамоту групі з восьми англійських дворян, надавши їм землі Кароліни, як винагороду за їхню вірну підтримку його зусиль по поверненню собі англійського престолу. Ці вісім були названі Лордами Власниками (анг. Lords Proprietor), або просто Власниками. Грамота 1663 року надала титул Лордів Власників на всі землі від південного кордону колонії Вірджинія на 36 градусі північної широти до 31 градуса північної широти (вздовж узбережжя нинішньої Джорджії).  Офіційне створення окремих колоній не відбулося до 1729 року, коли сім лордів-власників продали свої частки в Кароліні Короні, і Північна Кароліна та Південна Кароліна стали королівськими колоніями.
У 1665 році хартія була дещо переглянута, північний кордон було розширено до 36 градусів 30 хвилин на північ, щоб включити землі поселень Альбемарл уздовж Альбемарл Саунд, які були заселені переважно віргінцями, що мігрували на південь. Аналогічно, південний кордон було перенесено на південь до 29 градусів північної широти, трохи південніше сучасного Дайтона-Біч, штат Флорида, що мало наслідком включення існуючого іспанського поселення в Сент-Августині, що було неправомірним перевищенням англійських повноважень. Хартія також надавала всі землі між цими північними і південними кордонами, від Атлантичного океану на захід до берегів Тихого океану, що було ще більшим перевищенням, яке не підлягало виконанню.

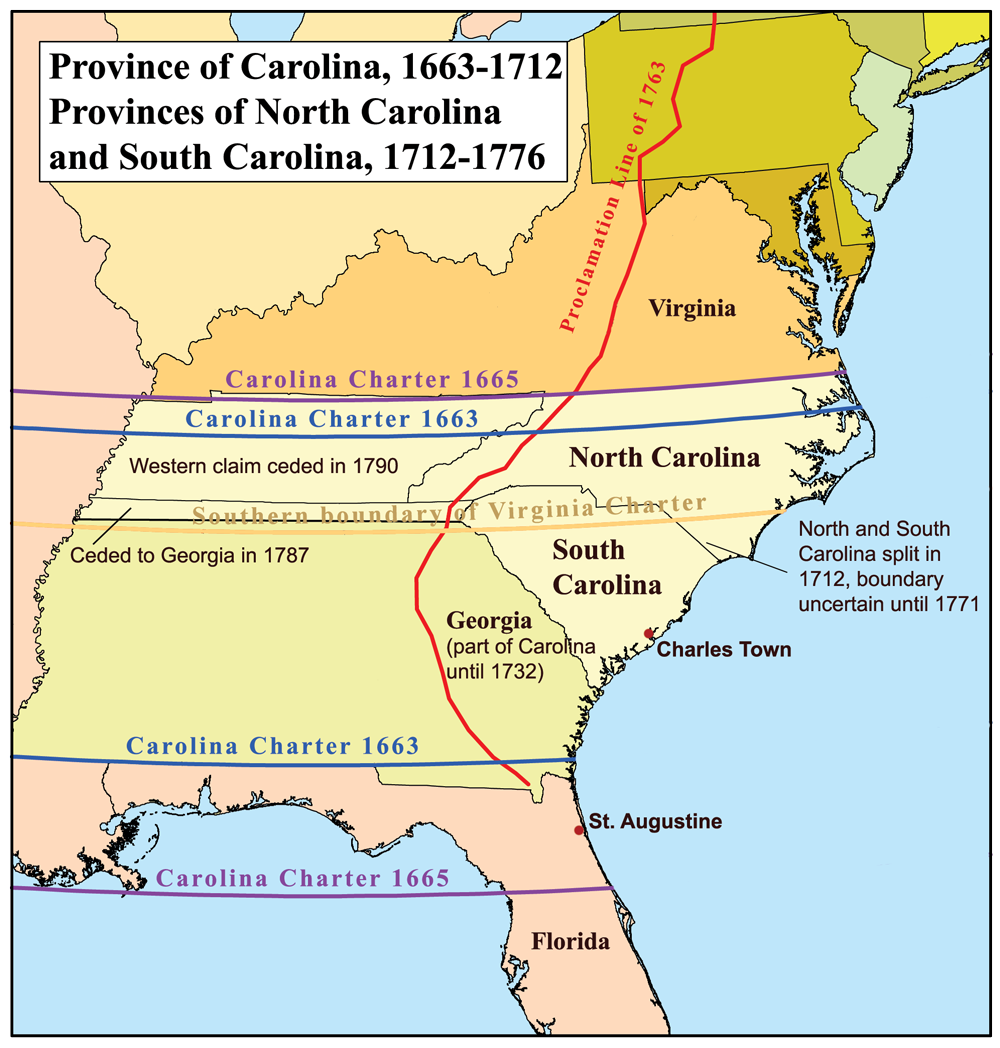
Хартія провінції Кароліна 1663 року

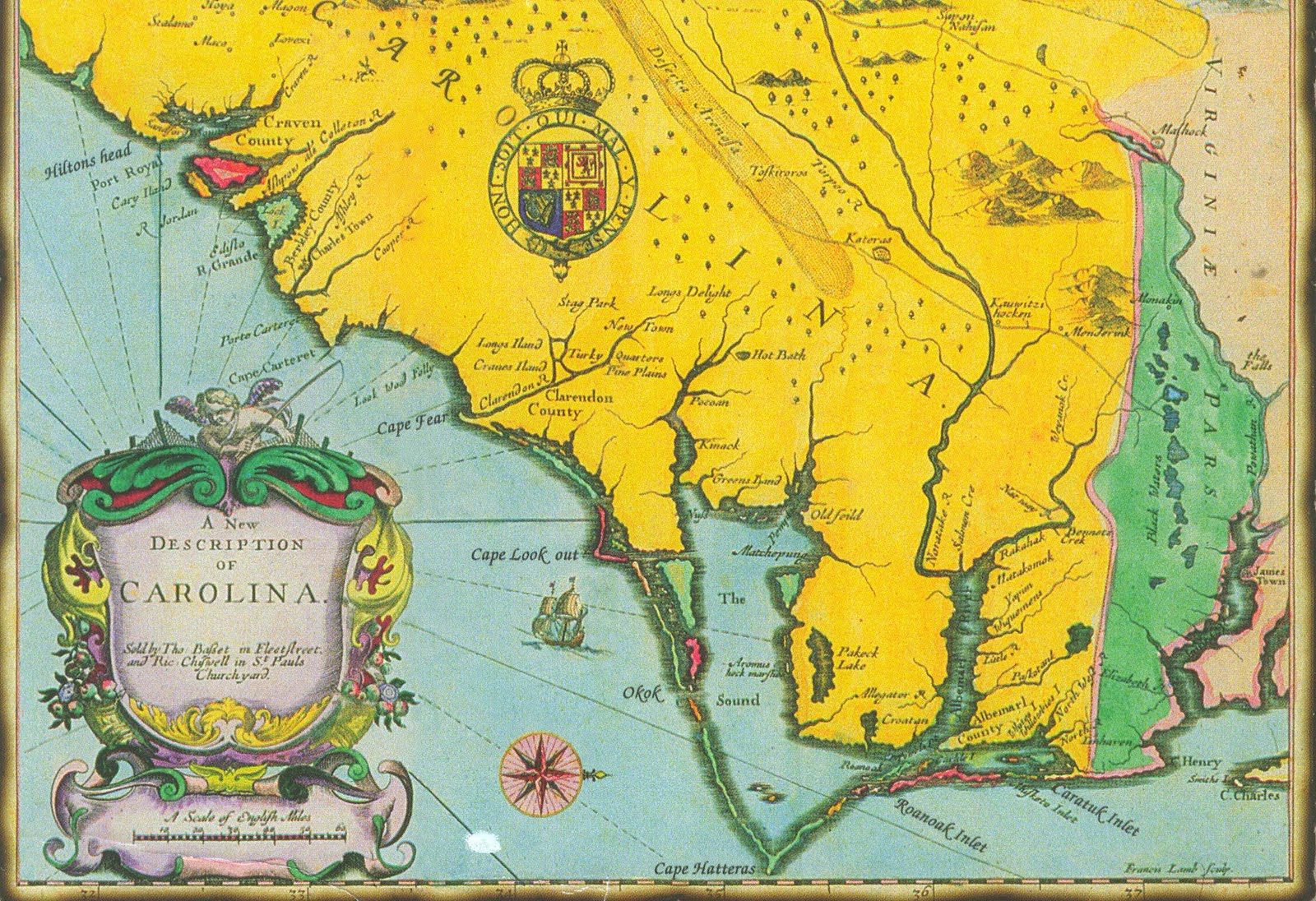
Новий опис Кароліни», гравюра Френсіса Лемба (Лондон, Те. Бассет і Річард Чізвелл, 1676)

Між 1663 і 1729 роками було багато розбіжностей, пов'язаних з обороною, управлінням і різницею між двома різними аграрними стилями, які використовували жителі колонії Вірджинія, і тими, які практикували плантатори, що прибували в Чарльзтаун з Вест-Індії і Барбадосу.
У 1729 році провінція Кароліна була розділена, коли нащадки семи з восьми лордів-власників продали свої частки назад Короні. Лише спадкоємці сера Джорджа Картерета зберегли свої первісні права на територію, яка згодом стала округом Гренвілл. І провінція Північна Кароліна, і провінція Південна Кароліна стали британськими коронними колоніями в 1729 році.

## Культура
Культура Кароліни є окремою підгрупою великої південної культури. Примітно, що прибережний регіон Кароліни був заселений європейцями більш ніж на століття раніше, ніж внутрішні регіони Півдня, і зазнав впливу культури Карибського басейну, особливо Барбадосу. Багато з перших губернаторів у період об'єднання були барбадосцями. Хоча обидва штати є частиною Півдня США, історично існує ряд відмінностей у моделях поселення, політичному розвитку та економічному зростанні двох штатів.
Під час Громадянської війни в США (1861-1865 рр.) Південна Кароліна була першим південним штатом, який вийшов зі складу Союзу, тоді як Північна Кароліна була передостаннім штатом, який відокремився. Південна Кароліна взагалі була одним з найсильніших прихильників Конфедерації. Війна почалася в Чарльстоні, штат Південна Кароліна, де курсанти Військової академії Південної Кароліни, відомої як Цитадель, зробили перші постріли по кораблю Союзу "Зірка Заходу" (анг. Star of the West)
Північна Кароліна також була ключовим штатом Конфедерації, який виростив і поставив багато солдатів до Конфедерації. При Геттісберзі кожен четвертий солдат Конфедерації був родом з Північної Кароліни, незважаючи на те, що частина північнокаролінців (особливо в західній частині штату) відмовлялася підтримувати Конфедерацію. Губернатор Північної Кароліни під час громадянської війни, Зебулон Венс, був відвертим критиком президента Конфедерації Джефферсона Девіса і часто відмовлявся виконувати накази Девіса щодо підкріплення та постачання; Венс наполягав, що солдати та припаси знадобляться для зусиль Конфедерації Північної Кароліни. Однак під час семиденних боїв Північна Кароліна все ж таки надіслала велику кількість військ для загальної допомоги Півдню в цілому. Під час війни юніоністська присутність зберігатиметься по всій Північній Кароліні, а в Північній Кароліні формуватимуться полки армії Союзу. 
Обидва штати відігравали важливу роль у збереженні Конфедерації завдяки своїм глибоководним портам у Вілмінгтоні та Чарльстоні. Ці два міста були ключовими у постачанні армій Півдня зброєю, одягом і боєприпасами, а також у виробництві продовольства і провізії для цивільного населення Півдня.  

### Політика
Протягом більшої частини 20-го століття Південна Кароліна була бастіоном "суцільного демократичного Півдня", де майже не було республіканців, і де часто обирали політиків, які були відвертими прихильниками расової сегрегації. Північна Кароліна, будучи переважно демократичним штатом, містила велику республіканську меншину - штат проголосував за республіканців на президентських виборах 1928 року і обрав кількох республіканських конгресменів, губернаторів і сенаторів у 1868-1928 роках - і Північна Кароліна була широко відома як один з найбільш прогресивних південних штатів у питанні сегрегації та громадянських прав. У 1947 році журналіст Джон Гантер писав: "З тим, що Північна Кароліна є значною мірою найпрогресивнішим штатом Півдня, гадаю, погодяться майже всі.  З іншого боку, він описав Південну Кароліну як «один із найбідніших американських штатів і, мабуть, один із найнерозумніших».  Описуючи відмінності між двома штатами, Гантер зазначив, що в 1947 році розлучення в Північній Кароліні «може бути дозволено просто на підставі відсутності співжиття; Південна Кароліна — єдиний американський штат, у якому розлучення неможливе». 
Незважаючи на те, що Північна Кароліна була штатом, який вагався на останніх президентських виборах, а Південна Кароліна - штатом, який надійно голосує за республіканських кандидатів у президенти, вони технічно є двома найбільш політично схожими штатами країни, згідно з порівнянням штатів за низкою 19 змінних, проведеним статистиком Нейтом Сілвером у 2008 році.

## Економіка
Історично, як і на більшій частині Півдня, економіка Кароліни була заснована на сільськогосподарському виробництві. Переважання певних сільськогосподарських культур допоможе вплинути на регіональну економіку:
Як і інші [південні] штати, до Другої світової війни Північна Кароліна залишалася переважно регіоном невеликих ферм і фабрик, які сильно залежали від кількох трудомістких культур, покладаючись на пайову участь і оренду, особливо для чорношкірих робітників. Кароліна відрізняється своєю економічною залежністю від тютюну, а також від бавовни і рису, а також великою кількістю дрібних меблевих, текстильних і тютюнових фабрик 

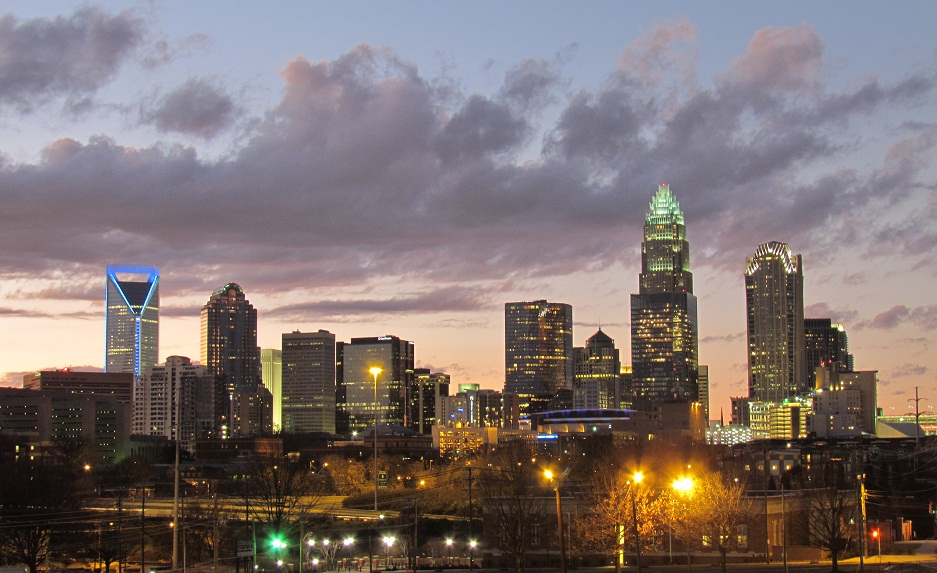
Обрії Шарлотти у 2011 році, найбільшого міста та агломерації Кароліни.

Ці галузі дали Каролінам, особливо Північній Кароліні, більш значну промислову базу, ніж більшість південних штатів. У міру збільшення механізації сільського господарства, а також зміни робочих місць у виробництві текстилю, одягу та меблів через глобалізацію в поєднанні із занепадом тютюнової промисловості  багато сільських і невеликих міських громад постраждали. Наприкінці 20-го століття обидві держави почали відчувати зростання в технологічному та банківському секторах, що призвело до створення робочих місць, зростання населення та нових економічних галузей. Ці зміни, як і під час попередньої індустріалізації, були більш вираженими в Північній Кароліні, а в Південній Кароліні протягом кількох років економічне зростання сповільнювалося. 
З 1980-х років Північна Кароліна перетворилася на фінансовий центр, а Шарлотта стала другим за величиною фінансовим районом США після Нью-Йорка. У Шарлотті розташовані штаб-квартири кількох великих публічних корпорацій: Bank of America, Truist Financial, Wells Fargo та Centene Corporation, а також шість інших компаній зі списку Fortune 500, включаючи Lowe's, Duke Energy, Nucor, Honeywell, Brighthouse Financial та Sonic Automotive.

## Професійний спорт
| Клуб                    | Ліга | спорт          | Місто                      | Стадіон                                      | Встановлено | Чемпіонати                                                                                |
| ----------------------- | ---- | -------------- | -------------------------- | -------------------------------------------- | ----------- | ----------------------------------------------------------------------------------------- |
| Кароліна Пантери        | НФЛ  | футбол         | Шарлотт, Північна Кароліна | Стадіон «Бенк оф Америка».                   | 1995 рік    | 2 виступи на Super Bowl /конференції NFC, 6 титулів у дивізіоні (1-NFC West, 5-NFC South) |
| Шарлот ФК               | MLS  | футбол         | Шарлотт, Північна Кароліна | Стадіон «Бенк оф Америка».                   | 2022 рік    | немає                                                                                     |
| Кароліна Харрикейнз     | НХЛ  | Хокей          | Ралі, Північна Кароліна    | PNC Arena                                    | 1997 рік    | 1 Кубок Стенлі, 2 конференції, 3 дивізіони                                                |
| Шарлотт Хорнетс         | НБА  | Баскетбол      | Шарлотт, Північна Кароліна | Спектр центр                                 | 1988 рік    | немає                                                                                     |
| Північна Кароліна Кураж | NWSL | Футбол (жінки) | Кері, Північна Кароліна    | Стадіон Sahlen's у футбольному парку WakeMed | 2017 рік    | 2 NWSL Shields (найкращий рекорд регулярного сезону), 1 NWSL Playoff Championship         |
| Собаки Шарлотти         | MLL  | Лакросс        | Шарлотт, Північна Кароліна | Меморіальний стадіон Американського легіону  | 2011 рік    | немає                                                                                     |

Кароліна має три професійні спортивні команди у Великій четвірці вищих ліг : «Кароліна Пантерс» з НФЛ, «Шарлотт Хорнетс» з НБА та «Кароліна Гаррікейнз» з НХЛ . За підтримки обох штатів усі три команди розташовані в Північній Кароліні, дві – у Шарлотті, а третя – у Ролі.
Професійні спортивні франшизи в Кароліні вперше з'явилися наприкінці 20-го століття. Найстаріша професійна команда в Кароліні, команда НБА "Шарлотт Горнетс", була створена в 1988 році, а наймолодша, футбольна команда Вищої ліги "Шарлотт ФК", була створена в 2019 році. У 2004-2014 роках "Шершні" були відомі під назвою "Бобкетс", а в травні 2014 року знову перейменувалися в "Шершні", через сезон після того, як колишній "Новий Орлеан Хорнетс" вирішив провести ребрендинг і стати "Пеліканами". У той час "Шершні" також відновили одноосібне право власності на історію до переїзду оригінальної команди "Шарлотт Хорнетс". "Урагани" утворилися в 1971 році як "Нью-Інгленд Китобої" Всесвітньої хокейної асоціації. Після злиття НХЛ і ВХА в 1979 році вони приєдналися до НХЛ під назвою "Хартфорд Вейлерс" до 1997 року, коли переїхали до Ролі, штат Північна Кароліна. Наразі "Урагани" є найуспішнішою командою після перемоги в Кубку Стенлі у 2006 році, яка стала першим професійним спортивним титулом для регіону. У 2019 році Шарлотта отримала право на створення футбольної команди Вищої ліги, яка почала грати у 2022 році.
У 1991 році Шарлотт був приймаючим містом Матчу всіх зірок НБА 1991 року, який проходив у нині зруйнованому Шарлотт Колізеї. У червні 2015 року Шарлотта виграла заявку на проведення Матчу всіх зірок НБА 2017 року.  Однак, у липні 2016 року рішення було скасовано у зв'язку з прийняттям законопроєкту Палати представників № 2.
24 травня 2017 року Шарлотт було обрано організатором Матчу всіх зірок НБА 2019 року .  Гра відбулася в неділю, 17 лютого 2019 року, у Спектрум Центр, домашньому майданчику «Шарлотт Хорнетс». 
Наразі на стадіоні "Банк Америки" проводяться три великі спортивні заходи: Кубок Мейо Дьюка, гра "Белк Кікофф" та гра чемпіонату ACC.
Charlotte Motor Speedway приймає три великі події NASCAR : Coca-Cola 600, Monster Energy NASCAR All-Star Race і Bank of America 500 .
Кароліни є домом для кількох суперзірок НБА, таких як Кріс Пол, Бем Адебайо, Брендон Інгрем, Джеррі Стекхаус, Седрік Максвелл, Джеймс Ворті, Домінік Вілкінс, Боб Макаду, Джон Волл, Стівен Каррі та Майкл Джордан (з Північної Кароліни) і Кевін Гарнетт, Джермейн О'Ніл, Рей Аллен, Сіон Вільямсон, Джа Морант і Реймонд Фелтон (з SC). З них четверо є чемпіонами НБА, а Джон Уолл та Джеймс Ворті були першими номерами драфту НБА 2010 року та 1982 року відповідно. Непропорційно велика кількість баскетболістів походить зі штату Кароліна, нарівні з такими великими містами, як Нью-Йорк та Лос-Анджелес. Північна Кароліна, зокрема, є домом для трьох найуспішніших студентських чоловічих баскетбольних команд NCAA: North Carolina Tar Heels, North Carolina State Wolfpack і Duke Blue Devils. Всі три університети є запеклими суперниками, які разом виграли 13 чемпіонатів NCAA з баскетболу в чоловічому дивізіоні І (Університет Північної Кароліни - 6, Дюк - 5, штат Північна Кароліна - 2).

## Кордон між державами

### Нанесення межі
Згідно з передмовою до 5-го тому "Колоніальних записів Північної Кароліни", процес визначення кордону між Північною та Південною Кароліною розпочався у 1720 році, "коли була поставлена мета створити третю провінцію в Кароліні, з Саванною за її північним кордоном" почалося. 8 січня 1730 року  було укладено угоду між двома колоніями, згідно з якою кордон «починався в 30 милях на південний захід від річки Кейп-Фір і проходив на цій паралельній відстані по всій течії цієї річки». Наступного червня губернатор Південної Кароліни Роберт Джонсон сказав, що кордон повинен починатися в 30 милях на південний захід від витоку мису Фір «на захід аж до Південного моря», якщо « річка Ваккамау не протікає [sic] в межах 30 миль від мису» Річка страху» , що зробить Ваккамау межею. Північна Кароліна погоджувалася на це, поки не було виявлено, що верхів’я мису Фір знаходиться дуже близько до Вірджинії, що не «дозволило б будь-якого розширення з боку Північної Кароліни на захід».  У 1732 році губернатор Північної Кароліни Джордж Беррінгтон заявив у "Timothy's Southern Gazette", що територія на північ від річки Ваккамоу знаходиться в Північній Кароліні, на що Джонсон відповів, що Південна Кароліна претендує на ці землі. Джонсон також сказав, що коли вони зустрілися перед Торговою радою в Лондоні двома роками раніше, Беррінгтон "наполягав на тому, що Ваккамоу має бути межею від гирла до верхів'я". тоді, як Південна Кароліна погодилася, що кордон має бути розташований 30 миль (48 км) від гирла, а не від джерела. Джонсон сказав, що це "лише помилка у формулюванні". 
Обидві Кароліни обрали комісарів для обстеження лінії між ними. План передбачав, що лінія пройде на північний захід до 35 градуса широти, якщо тільки спочатку не буде досягнута річка Пі-Ді, в цьому випадку вона пройде вздовж Пі-Ді до 35 градуса північної широти. Потім лінія проходила б на захід до міста Кетуба, хоча, якщо місто знаходилося б на північ від лінії, лінія мала б проходити навколо Катавби, щоб залишити її в Південній Кароліні. 
У травні 1735 року землеміри пройшли від мису Страху на захід 30 миль уздовж узбережжя. Потім вони повернули на північний захід і позначили місце розташування кілками. Геодезисти домовилися зустрітися знову 18 вересня. Однак на той час повернулася тільки команда Північної Кароліни, продовживши лінію на північний захід на 110 км. Команда з Південної Кароліни прибула в жовтні і пройшла вздовж попередньої лінії лише 64 км, оскільки їм не заплатили. Заступник геодезиста відзначив місце, де Пі-Ді перетнула 35-ту паралель. Продовження лінії в 1737 році простягнулося на 35 км до кілка на лузі. Однак ставка в кінцевій точці дослідження становила 12 миль (19 км) занадто далеко на південь.
У 1764 році друге розширення простягнулося на 100 км на захід. У 1772 році, після внесення коректив, щоб утримати індіанців Катавба в Південній Кароліні, "розширили в належному західному напрямку від злиття північної та південної вилок річки Катавба до гори Трайон".  Однак це розширення ґрунтувалося на помилковому положенні колу 1737 року, вилучивши 1 710 км2 з Південної Кароліни. Джозеф Колдуелл, президент Університету Північної Кароліни в Чапел-Хілл, виявив, що лінія на захід від Пі-Ді проходить не вздовж 35-ї паралелі, а в 12 милях на південь. Однак західна частина лінії проходила досить далеко на північ, щоб компенсувати різницю. На захід від цієї точки кордон було зміщено на північ від 35-ї паралелі, щоб загальна площа штатів повернулася до запланованої, хоча точність цієї частини огляду була зіпсована магнітною аномалією в Шарлотті, Пн. Район Кароліни.
Північна Кароліна не погоджувалася з лінією 1772 року до 1813 року. Дослідження 1905 року визначило кордон між округом Шотландія, штат Північна Кароліна, і округом Мальборо, штат Південна Кароліна . Дослідження 1928 року визначило межу між округом Горрі, штат Південна Кароліна, та округами Брансвік і Колумбус, штат Північна Кароліна.

### Новітня історія
У середині 1990-х років компанія Duke Energy вирішила, що кордон між Каролінами потребує повторного обстеження, оскільки компанія продавала та дарувала землю в районі ущелини Джокассі, яка включала частини обох штатів.  Крім того, оскільки більше людей живуть за межами міст, потрібно знати точні межі пожежних, податкових і шкільних районів. Особливо це було проблемою в горах, де раніше люди жили в долинах, а не на хребтах, де проходив кордон. Розпочався 15-річний план відновлення кордону з використанням карт зйомок 1813–1815 років і технології GPS. На кількох кам’яних покажчиках досі написано «NC/SC 1815 AD» , але інші місця були позначені деревами, яких уже не існує. 
Південна Кароліна нещодавно була залучена до дорогого судового процесу з Джорджією через невелику кількість островів на річці Саванна і хотіла уникнути витрат на судовий процес щодо кордону з Північною Кароліною, тому в 1993 році обидва штати домовилися про співпрацю в рекогносцировці кордону. Ці зусилля включали використання карт колоніальної епохи для реконструкції положення дерев, що позначали кордон, які вже давно загинули, і відстеження первісного положення кам'яних знаків, які були переміщені. 
Після 18 років і 980 000 доларів було передбачено, що процес визначення кордону між Каролінами буде завершено в 2012 році.  Фінансові проблеми затримали проведення останнього опитування до жовтня 2012 року, а це означає, що результати не будуть відомі до весни 2013 року.  Виявилося, що АЗС і 30 будинків можуть змінювати штати. Міні-ринок Lake Wylie       був розташований у Південній Кароліні, вздовж US Route 321, і переїзд до Північної Кароліни призведе до підвищення податків на газ і зміни законодавства про пиво і феєрверк .  Законодавчі органи штатів, що беруть участь у процесі, сподіваються прийняти закони, які зменшать занепокоєння, з якими зіткнуться ці штати, що змінюються. 
У лютому 2014 року в Монро, штат Північна Кароліна, відбулося засідання Спільної комісії з питань кордонів, на якому було визначено, які заходи ще необхідно вжити. Особи, які проживають у 50 будинках, що змінили штат, повинні будуть отримати водійські права і зареєструватися для участі у виборах у нових штатах. Законодавчі дії могли б дозволити людям зберегти комунальні послуги, уникнути сплати податків до нового штату і продовжити навчання в тих же школах. Мінімаркет на озері Вайлі може бути закритий, або Конгресс може змінити визначений кордон у місці розташування магазину, хоча комісія має намір уникнути такої дії. Станом на серпень 2014 року очікується, що штати ухвалять законодавство для пом’якшення багатьох негативних впливів на постраждалих землевласників. 
1 червня 2016 року Палата представників Південної Кароліни прийняла законопроєкт про встановлення кордону. Сенат Північної Кароліни також прийняв законопроєкт, який також повинен був схвалити Палата представників. Губернатор Північної Кароліни Пет Маккрорі підписав законопроєкт свого штату в червні. Три сім'ї, які фактично проживали в Північній Кароліні, мали адреси в Південній Кароліні, а 16 жителів Південної Кароліни вважали, що вони живуть у Північній Кароліні.  9 грудня 2016 року МакКрорі оголосив, що підписав чотиристорінковий указ, який формально визначає кордон між двома штатами на основі 20-річної роботи.

## Дивіться також
- Аппалачська англійська
- Кухня півдня США
- Велика вагонна дорога
- Політика півдня США
- Південноамериканська англійська
- Каліфорнія
- Канади
- Дакота
- Флориди
- Вірджинія

## Подальше читання
- Джон Гюнтер. Всередині США, Harper & Brothers, 1947.

## Зовнішні посилання
- Вікісховище має мультимедійні дані за темою: Кароліна (штати)